# Johann Adolph Jacobi
Johann Adolph Jacobi (auch Johann Adolf Jacobi; * 9. August 1769 in Großkochberg; † 12. August 1847 in Waltershausen) war ein evangelischer Theologe und Pfarrer.

## Leben
Jacobi, der Sohn eines Pfarrers, ging zum Studium der Theologie und Philosophie an die Universität Göttingen. Er wurde nach dem Studium 1797 Rektor der Stadtschule und Diakon in Jena, 1798 erfolgte zudem die Ernennung zum außerordentlichen Professor der Philosophie an der Universität dort. 1799 ging Jacobi als Pfarrer nach Ruhla, 1801 wurde er dann Landschuleninspektor und Stiftsprediger in Gotha. 1812 erfolgte die Ernennung zum Oberpfarrer und Superintendenten in Waltershausen.
1819 verlieh ihm die Evangelisch-Theologische Fakultät der Universität Breslau die Ehrendoktorwürde in Theologie (Dr. theol. h.c.).
Der Ministerialrat und Oberhofprediger in Gotha Eduard Adolf Jacobi war sein Sohn.

## Werke (Auswahl)
- Annotationes in selecta Jobi loca, 1795.
- Die Psalmen übersetzt mit Anmerkungen, 2 Teile, 1796.
- Die Geschichte Jesu für denkende und gemüthvolle Leser, 2 Bände, Sondershausen 1816–1818, (2. Band mit dem Zusatztitel Die Apostelgeschichte).
- Eichenlaub um Luther’s Aschenkrug gewunden, 1817.
- Eichenlaub, auf Luthers Grab gestreut, im Jahre 1817, 2. Ausgabe, Hennings, Erfurt [u. a.], 1817 (Digitalisat).
- mit Johann Christoph Friedrich GutsMuths: Deutsches Land und deutsches Volk, 4 Bände, Leipzig, 1820–1826.